# Грант, Александр
Александр Грант (анг. Alexander Grant; род. 22 февраля 1925, Веллингтон, Новая Зеландия — 30 сентября 2011) — новозеландский артист балета, педагог и директор труппы. Некоторыми признаётся «самым выдающимся танцором Королевского балета в период с 1940—1960 годы».

## Ранние годы и обучение
Родился в Веллингтоне, Новая Зеландия, сын отельеров. Он начал брать уроки танцев, когда ему было семь лет, и к пятнадцати годам под руководством Кэтлин О’Брайен и Джин Хорн стал опытным любителем. Вдохновлённый выступлениями русских балетных трупп, которые он наблюдал в Австралии, начал развивать буйный, энергичный и высоко театральный стиль, который станет его визитной карточкой в дальнейшей жизни. Он получил стипендию Королевской академии танца для обучения в Англии. Но из-за начавшейся войны в Европе он был вынужден остаться в Новой Зеландии. Он учился в Веллингтонском колледже с 1939 по 1941 год, а затем выступал в качестве певца и танцора, развлекая войска на Тихом океане, продолжая свою танцевальную подготовку в годы войны. В 1946 году, после установления мира в Англии, он смог поехать в Лондон и поступить в балетную школу Сэдлера Уэллса. Ему был двадцать один год, когда он прибыл в Лондон. Однако его студенчество там было недолгим, так как вскоре его пригласили стать одним из основателей Садлерс-Уэллс балет, позже переименованную в «Королевский балет»

## Карьера танцора
В сентябре 1946 года, во время своих первых гастролей с молодой труппой, Грант был переведен в основную труппу в Ковент-Гарден, ныне Королевский балет. Из-за нехватки танцоров-мужчин в годы войны, его быстро повысили до солиста и назначили на главные роли в репертуаре Сэдлера Уэллса. Фредерик Аштон, главный хореограф труппы, сразу же обратил на него внимание и выбрал на главную роль в балете Фасад (Façade). Затем, в 1947 году, приглашенный хореограф Леонид Мяссин выбрал его на ведущую роль в своём комического балете «Мамзель Анго». Именно эта роль и сделала его звездой.
Получив звание главного танцора в 1950 году, Грант стал одной из муз Аштона, вдохновляя его и даже сотрудничая с ним в создании незабываемых ролей. За свои тридцать лет в качестве танцора в Королевском балете, 1946—1976, он появился в тридцати балетах Аштона, сыграв роли в более чем двадцати премьерах. Известные роли с эротическим элементом были Брайксис, вождь пиратов в «Дафнис и Хлоя» (1951), Эрос в Сильвии (1952) и Тирренио, морской бог, в Ундине (1958). Из всех его ролей, двумя наиболее известными являются, несомненно, Алэн в «Тщетная предосторожность» («La Fille Mal Gardée») (1960) и ткач во «Сне» (1964).
Он был слишком мал ростом, чтобы танцевать принцев и аристократов в сказочных балетах классического репертуара. Однако, обладал хорошей классической техникой, и иногда ему приходилось бросать вызов чистому классицизму в таких балетах Аштона, как «Симфонические вариации» (Symphonic Variation), «Конькобежцы» (Les Patineurs) и «Scènes de Ballet». Но характерные роли были его сильной стороной. Он принял участие в более пятидесяти спектаклей в главной роли балета «Петрушка» Михаила Фокина, а также был известен как эксцентричный доктор Коппелиус и таинственный Герр Дроссельмейер в «Коппелии» и «Щелкунчике».

## Карьера руководителя
С 1971 по 1975 годы Грант являлся директором труппы «Балет для всех», образовательной труппы в системе Королевского балеты. В 1976 году был назначен художественным руководителем Национального балета Канады. За семь лет работы он значительно расширил репертуар труппы, благодаря произведениям Аштона, Кранко, Макмиллана, Бежара и других всемирно известных балетмейстеров, а также поощряя таких молодых канадских хореографов, как Джеймса Куделка. По возвращении в Англию в 1983 году, Грант стал чрезвычайно популярным приглашенным исполнителем и продюсером.
Он присоединился к Лондонскому фестивальному балету (ныне Английский Национальный балет) в качестве педагога и исполнителя, появляясь в основном в мимических ролях, таких как Доктор Коппелиус, Герр Дроссельмейер и Мадж в «Сильфиде».
На торжественном вечере памяти в честь 80-летия сэра Фредерика Аштона, состоявшемся 18 октября 1984 года в Королевском оперном театре, Грант чествовал своего наставника и друга. Аштон оставил права на постановку своих балетов «Фасад» (Façade) и «Тщетная предосторожность» Гранту, который впоследствии много путешествовал, ставя эти балеты для различных трупп.

## Награды и почетные звания
- в 1965 году Грант был назначен Командором (CBE) Ордена Британской империи.
- награда Icon от Фонда искусств Новой Зеландии в знак признания выдающихся достижений в области искусства.
- премия королевы Елизаветы II-высшая награда, присуждаемая Королевской академией танца (вручается ежегодно в знак признания выдающихся заслуг в балетном искусстве).

## Личная жизнь
В молодости его магнетическая личность и грубоватая внешность сделали его объектом вожделения обоих полов. В первые годы своего пребывания в Лондоне у него были романтические отношения с балериной Надей Нерине, но он расстался с ней в 1953 году, в связи с романтическими отношениями с Аштоном, который влюбилась в него. Когда их роман закончился, Аштон и Грант стали друзьями на всю жизнь, а также профессиональными коллегами. Осенью 1984 года Грант был единственным личным другом Аштона, которого пригласили на званый обед, устроенный принцессой Маргарет в честь его недавнего дня рождения. После своей смерти в 1988 году, Аштон оставил «все гонорары и прибыль от своих авторских прав» небольшой группе друзей. Гонорары от балетов «Фасад» (Façade) и «Тщетная предосторожность» были завещаны Гранту.
В преклонном возрасте Грант перенес операцию по замене тазобедренного сустава и простаты. Его второе эндопротезирование тазобедренного сустава должно было стать обычной процедурой и восстановлением, но обернулось мучительным семимесячным пребыванием в больнице. Он умер в 2011 году, в возрасте восьмидесяти шести лет.